# J.H. Moesman
Johannes Hendrikus (Joop) Moesman (Utrecht, 6 januari 1909 – Houten, 3 februari 1988) was een Nederlandse surrealistische schilder, kalligraaf, typograaf en letterontwerper. Aanvankelijk was hij werkzaam als tekenaar bij de Nederlandse Spoorwegen. 
Zijn vader, Johannes Anthonius Moesman, was tekenaar, lithograaf, steendrukker en amateurfotograaf. De steendrukkerij was gevestigd aan de Neude 7, te Utrecht, het geboortehuis van Joop Moesman (thans ingang van hostel Stayokay).
De autodidact Moesman vond in Galerie Nord van de surrealist Willem Wagenaar gevestigd in de Vinkenburgstraat, op een steenworp afstand van zijn geboortehuis, een Frans tijdschrift waarin hij afbeeldingen ontdekte van surrealistische schilders. Hij raakte geboeid door deze nieuwe stroming en begon in een vergelijkbare stijl te werken. Hij werd de belangrijkste surrealistische schilder in Nederland. 
Wellicht zijn bekendste werk is het schilderij Het gerucht. Het oeuvre van Moesman kreeg in de jaren 1960 internationale erkenning door de inzet van Her de Vries, die reproducties liet zien aan de voorman van de surrealisten in Parijs, André Breton. Breton besloot het werk van Moesman daarop op de Internationale surrealistische tentoonstelling in Milaan te tonen.
Met Dirkje Kuik en Henc van Maarseveen was hij oprichter van het Utrechtse kunstgenootschap De Luis.
Moesman ontwierp het lettertype de Petronius. Hij was gehuwd met onder anderen de portretschilderes Erika Visser. 

## Publieke collecties

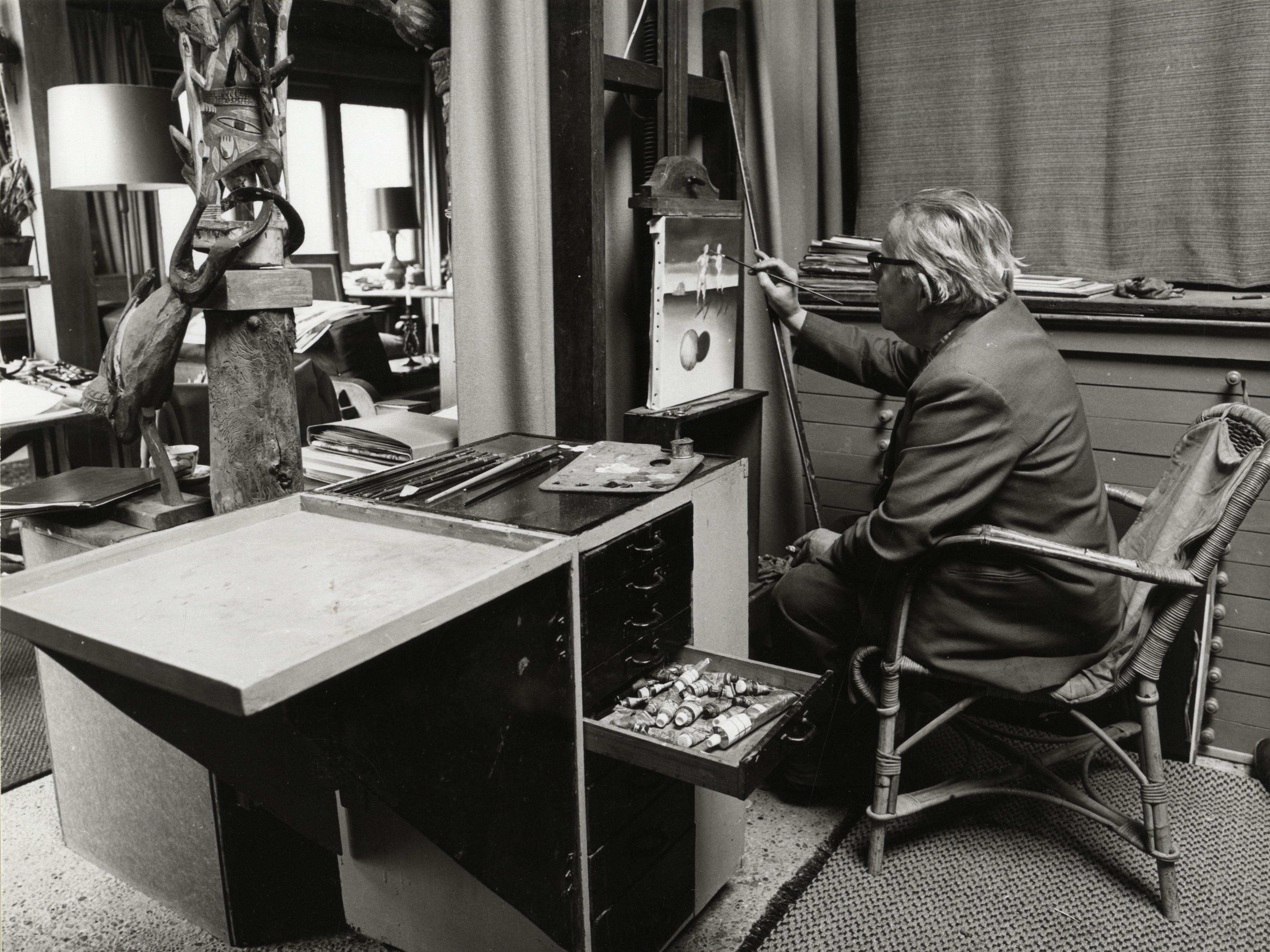
Moesman in zijn atelier (1974)

Werk van Moesman is onder andere te vinden in openbare collecties van:
- Museum de Fundatie, Zwolle[4]
- Centraal Museum, Utrecht

## Nader te raadplegen literatuur
- John Steen, met bijdragen van F. Keers, Moesman. Monografie, catalogus van schilderijen en objecten, Zwolle 1998.
- Loek Brons en Bavo van Rossum (sam.), Moesman. Een compleet overzicht in beeld van alle olieverfschilderijen en het klavecimbel van de surrealist J.H. Moesman. Waarin opgenomen zijn belangrijkste artikelen, aangevuld met een oeuvrecatalogus, bibliografie en lijst van tentoonstellingen, Amsterdam/Odijk 1993.
- Her de Vries, Jak van der Meulen en Laurens Vancrevel, Moesman. Peilingen naar het wezen van de Nederlandse surrealist Moesman in een poging hem voor het nageslacht te bewaren, Utrecht 1971.
- Hans Renders, Verijdelde Dromen. Een surrealistisch avontuur tussen De Stijl en Cobra, Joh. Enschedé, Haarlem 1989.
- Jan Juffermans, Met stille trom. Beeldende kunst en Utrecht sinds 1900, Utrecht 1976, gewijzigde herdruk: Utrecht 1996.